# Chiesa di San Marziale (Gubbio)

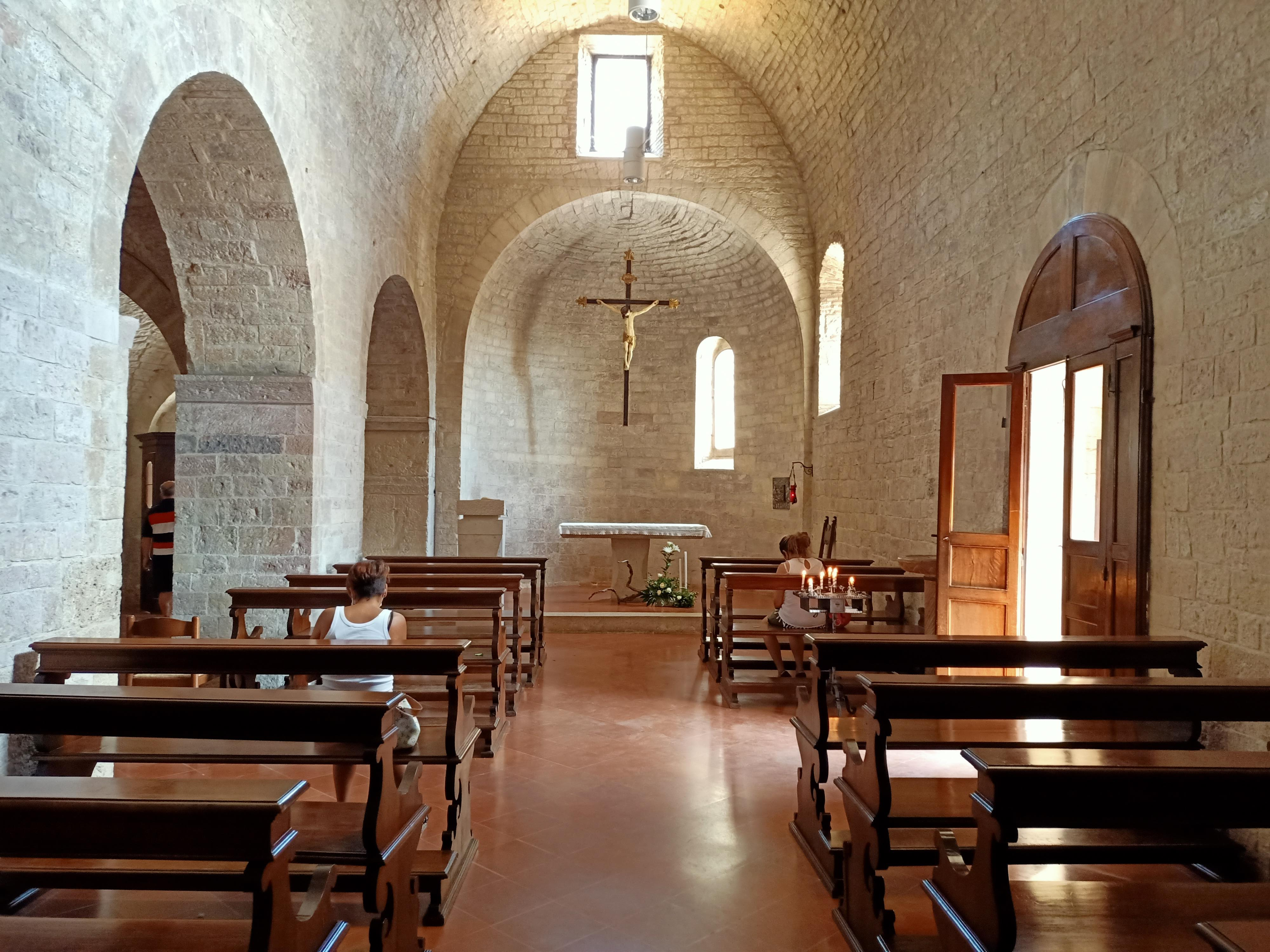
Interno navata maggiore

La Chiesa di San Marziale di Gubbio è una piccola chiesetta situata all'estremità del centro storico di Gubbio, a pochi passi dalla Porta Vehia, ultimo resto delle originarie mura romane, rimaneggiate in epoca medioevale.
Risulta esistente già in epoca alto medievale, documentata sin dal XII secolo come Chiesa di S.Andrea. Dal 1533 fu inglobata tra le mura del Monastero di San Marziale, da cui deriva la nuova denominazione. Lo stile dell'edificio è romanico, caratterizzato dalla tipica pietra faccia a vista del territorio umbro, che da un aspetto ulteriormente sobrio, rustico ed elegante.
La chiesetta si presenta senza una vera e propria facciata, l'ingresso è posto su uno dei lati lunghi, circa a metà della navata. Le navate sono due, separate unicamente da una fila di 4 colonne sormontate da volte classiche. Al fondo della navata si trova l'abside, tradizionalmente a pianta rotonda dove è alloggiato l'altare, leggermente sopraelevato rispetto al livello della chiesa. Opposto all'abside si trova uno spazio confinato da una grata in ferro battuto e una piccola porta in stile decisamente più rinascimentale, che ospitava il coro.
In fondo, è presente un piccolo soppalco ligneo richiuso da una grata metallica, il quale svolgeva la funzione di parlatorio.
All'interno inoltre è custodito anche il quadro di Benedetto Nucci che raffigura l'incoronazione della Vergine, con Sant' Andrea, San Marziale e San Giovanni bambino.
La chiesa è stata resa maggiormente nota al pubblico grazie alla fiction Don Matteo, nella quale è apparsa dalla prima all'ottava stagione come interno fittizio di un'altra chiesa eugubina, quella di San Giovanni.